# Jean-Baptiste Poussin
Jean-Baptiste Poussin (zm. w 1749) - był francuskim dyplomatą.
W roku 1701 był francuskim Chargé d’affaires w Anglii.
W latach 1702–1726 poseł Francji w Danii (od roku 1703 jako oficjalny rezydent). W latach 1714–1749 był jeszcze dodatkowo posłem nadzwyczajnym (envoyé extraordinaire) Francji w  Hamburgu.